# Udo Lattek
Udo Lattek (n. 16 ianuarie 1935, Boże, Warmian-Masurian Voivodeship⁠(d), Mrągowo County⁠(d), Warmia și Mazuria, Polonia – d. 1 februarie 2015, Köln, Germania) a fost un fotbalist, antrenor și comentator sportiv german.
Cu 14 titluri majore la activ, Udo Lattek este unul din cei mai de succes antrenori din istorie, și cel mai de succes antrenor cu cluburi germane, în special cu Bayern München. El a mai câștigat trofee importante cu Borussia Mönchengladbach și FC Barcelona. Înainte de asta a mai antrenat Borussia Dortmund, Schalke 04 și 1. FC Köln. Alături de italianul Giovanni Trapattoni, el este unicul antrenor care a câștigat toate cele trei competiții de club europene majore, și este unicul care a realizat asta cu trei echipe diferite.

## Palmares
| Perioada | Club                              | Titluri                                                                                       |
| -------- | --------------------------------- | --------------------------------------------------------------------------------------------- |
| 1965–70  | Federația Germană de Fotbal (DFB) |                                                                                               |
| 1970–75  | FC Bayern München                 | 1971 DFB-Pokal 1972 Bundesliga 1973 Bundesliga 1974 Bundesliga 1974 Cupa Campionilor Europeni |
| 1975–79  | Borussia Mönchengladbach          | 1976 Bundesliga 1977 Bundesliga 1979 Cupa UEFA                                                |
| 1979–81  | Borussia Dortmund                 |                                                                                               |
| 1981–83  | FC Barcelona                      | 1982 Cupa Cupelor UEFA 1983 Cupa Ligii Spaniei 1983 Copa del Rey                              |
| 1983–87  | FC Bayern München                 | 1984 Cupa Germaniei 1985 Bundesliga 1986 Bundesliga 1986 Cupa Germaniei 1987 Bundesliga       |
| 1991     | 1. FC Köln                        |                                                                                               |
| 1992     | FC Schalke 04                     |                                                                                               |
| 2000     | Borussia Dortmund                 |                                                                                               |

## Legături externe
- Official MySpace
- de Udo Lattek la fussballdaten.de